# Michaelcallianassa sinica
Michaelcallianassa sinica is een tienpotigensoort uit de familie van de Callianassidae. De wetenschappelijke naam van de soort is voor het eerst geldig gepubliceerd in 2009 door Liu & Liu.